# 異度空間
《異度空間》，是一部2002年上映的香港電影。這是張國榮生前的最後一部電影。

## 劇情簡介
章昕（林嘉欣）經常看到鬼魂，於是章昕的家人帶她見心理醫生Jim（張國榮）。阿Jim清楚知道章昕所見的不過是因為長久孤閉所生的幻覺，決定竭盡全能幫助她。在治療的過程中，兩人漸漸產生了感情。Jim更從章昕身上看到自己從前的經歷。
後來，章昕痊癒，卻發覺男友阿Jim有諸多怪異舉動。為了讓男友回復正常，昕決定幫助Jim從可怕的回憶走出來。

## 主演
| 演員   | 角色            |
| 張國榮 | 羅本良(Jim)     |
| 林嘉欣 | 章昕            |
| 李子雄 | 陳偉中 (Wilson) |
| 周嘉玲 | 雪兒            |
| 徐少強 | 朱先生          |
| 林尚武 | 方教授          |
| 梁天   | 院長            |
| 潘美琪 | 張小魚(小魚)    |
| 蘇杏璇 | 小魚母          |
| 黃樹棠 | 小魚父          |
| 孫力文 | 章昕父          |
| 劉紅荳 | 章昕母          |
| 黎珮賢 | 朱太太          |
| 李庭峰 | 朱先生兒子      |
| 李沛城 | 章昕舊男友      |
| 詹志權 | 少年羅本良      |

## 入圍
| 頒獎典禮             | 獎項         | 名單   | 結果 |
| -------------------- | ------------ | ------ | ---- |
| 第22屆香港電影金像獎 | 最佳導演     | 羅志良 | 提名 |
| 第22屆香港電影金像獎 | 最佳男主角   | 張國榮 | 提名 |
| 第22屆香港電影金像獎 | 最佳女主角   | 林嘉欣 | 提名 |
| 第22屆香港電影金像獎 | 最佳音響效果 | 曾景祥 | 提名 |
| 第39屆金馬獎         | 最佳男主角   | 張國榮 | 提名 |

## 榮獲
| 頒獎典禮             | 獎項             | 名單   | 結果 |
| -------------------- | ---------------- | ------ | ---- |
| 第22屆香港電影金像獎 | 傑出青年導演獎   | 羅志良 | 獲獎 |
| 2002年演藝動力大獎   | 最突出電影男演員 | 張國榮 | 獲獎 |

## 外部連結
- Yahoo奇摩電影上《異度空間》的資料（繁體中文）
- 開眼電影網上《異度空間》的資料（繁體中文）
- 香港影庫上《異度空間》的資料（繁體中文）
- 时光网上《異度空間》的資料（简体中文）
- 豆瓣电影上《異度空間》的資料 （简体中文）
- 爛番茄上《異度空間》的資料（英文）
- AllMovie上《異度空間》的资料（英文）
- 互联网电影数据库（IMDb）上《異度空間》的资料（英文）